# Meloe aprilina
Meloe aprilina is een keversoort uit de familie van oliekevers (Meloidae). De wetenschappelijke naam van de soort is voor het eerst geldig gepubliceerd in 1793 door Meyer.